# Marca (território)
Marca ou Marquesado, desde a Idade Média, era um território fronteiriço cedido a um nobre que tinha como obrigação proteger o reino de ataques. As marcas foram criadas no Império Carolíngio e eram cedidas para os condes, que recebiam o título de marqueses (em latim: marchiones), que hoje é um título nobiliárquico próprio classificado abaixo do conde e do duque. Por essa associação, no alemão, o marquês é chamado markgraf ("conde da marca"). Além disso, considerando que a autoridade do marquês não era menor que a de um duque, a mesma língua criou o termo ocasionalmente usado de markherzog ("duque da marca"). Os marqueses recebiam territórios diretamente do rei, e diferente dos demais condes, que são distinguidos no alemão como landgraf ("conde da terra"), tinham poderes adicionais para melhor agirem durante uma invasão. Dentre os seus direitos, estava o de criar castelos e fortificações sem autorização prévia do rei, bem como podia ter mais vassalos que estavam diretamente sob sua autoridade e convocá-los à defesa da marca.
Sob Carlos Magno (r. 768–814), várias marcas foram criadas. A Marca Hispânica que compreendia os territórios carolíngios entre os Pirenéus e o rio Ebro e que faziam divisa com o Emirado de Córdova do Alandalus; A Marca Sorábia ou Eslava, criada por volta de 780 para proteger a área ao sul da cordilheira de Harz e ao longo do rio Saale contra os sorábios e que foi integrada à anterior Marca de Germar; a Marca Danesa, que integrou os danos no território imperial; a Marca da Francônia, que estava perto da Marca Sorábia; e a Marca Ávara, para proteger contra ataques dos ávaros na antiga Panônia.

## Etimologia
A palavra marca vem do latim marca, que por sua vez é uma latinização de marka, que é oriunda das línguas sueva e gótica; o dicionário Aulete alega que veio diretamente do suevo. Noutras línguas germânicas aparece de forma semelhante: no inglês antigo mearc (saxão ocidental) e merc (mércio); no protogermânico *marko; no nórdico antigo merki; no holandês merk; no frísio antigo merke; no alemão mark. Todas, por sua vez, derivaram do protoindo-europeu *mereg-, como visível pelo irlandês antigo mruig. O latim ainda tem o termo sinônimo margo.

## Marcas
- Arzanena
- Dinamarca
- Marca da Áustria
- Marca de Baden
- Marca de Baden-Baden
- Marca de Baden-Durlach
- Marca de Baden-Hachberg
- Marca de Brandemburgo
- Marca de Hachberg-Sausenberg
- Marca de Monferrato
- Marca da Morávia
- Marca do Norte
- Marquesado de Saluzzo
- Marca da Toscana
- Uckermark
- Wesermarsch
- Marca (distrito)